# Conventie van Bern (1979)
De Conventie van Bern is een internationaal verdrag inzake het behoud van in het wild voorkomende dier- en plantensoorten en de daarbij behorende grensoverschrijdende natuurlijke leefmilieus (habitats) in Europa. Bijzondere aandacht wordt besteed aan kwetsbare soorten en aan soorten die met uitsterven worden bedreigd, met inbegrip van trekkende soorten. 
Het verdrag is een initiatief van de Raad van Europa. De lidstaten van de Raad van Europa en de andere ondertekenaars verklaren in dit verdrag samen te willen werken op het gebied van het behoud van de natuur. 
Binnen de Conventie is een permanente commissie opgericht die de toepassing van het verdrag moet monitoren.

## Ondertekenaars

Deelname aan de Conventie van Bern:
Ondertekend en geratificeerd^{1}
Alleen ondertekend
Niet ondertekend (RvE-lidstaten)
Niet ondertekend (niet-RvE-staten)
1. Inclusief de Europese Unie

Het verdrag is ondertekend door de landen van de Raad van Europa en daarnaast door de Europese Unie, Monaco, Burkina Faso, Marokko, Tunesië en Senegal.
Het werd op 19 september 1979 ondertekend en werd op 1 juni 1982 van kracht in alle Europese landen. Sinds de invoering van de Vogel- en Habitatrichtlijnen (79/409/EEG, de Vogel-richtlijn en 92/43/EEG, de Habitat-richtlijn) wordt binnen de Europese Unie niet vaak meer op het verdrag van Bern teruggegrepen. De inhoud van het verdrag is volledig opgenomen in de nationale en Europese wetgeving.

## Artikel 4
1. Iedere Verdragsluitende Partij neemt passende en noodzakelijke maatregelen in de vorm van wetten en voorschriften om de leefmilieus van de in het wild voorkomende dier- en plantensoorten te beschermen, in het bijzonder van de soorten, genoemd in de bijlagen I en II en om de bedreigde natuurlijke leefmilieus in stand te houden.
2. De Verdragsluitende Partijen houden bij hun beleid op het gebied van de ruimtelijke ordening en ontwikkeling, rekening met de behoeften van de instandhouding van de in het vorige lid bedoelde beschermde gebieden ten einde iedere achteruitgang van deze gebieden zo veel mogelijk te vermijden of te verminderen.
3. De Verdragsluitende Partijen verbinden zich ertoe bijzondere aandacht te besteden aan de bescherming van de gebieden die van belang zijn voor de in de bijlagen II en III genoemde trekkende soorten en die gunstig liggen ten opzichte van de trekroutes zoals overwinterings- rust-, broed- of ruiplaatsen.
4. De Verdragsluitende Partijen verbinden zich ertoe hun inspanningen ter bescherming van de in dit artikel bedoelde natuurlijke leefmilieus voor zover nodig te coördineren wanneer deze zijn gelegen in gebieden die zich over de landgrenzen uitstrekken.

## Artikel 6
Iedere Verdragsluitende Partij neemt passende en noodzakelijke maatregelen in de vorm van wetten en voorschriften om te zorgen voor bijzondere bescherming van de in het wild voorkomende diersoorten, genoemd in bijlage II. Waar het deze soorten betreft is met name verboden:
a. Iedere vorm van opzettelijk vangen, in het bezit houden en opzettelijk doden;
b. Het opzettelijk aantasten of vernielen van broed- of rustplaatsen;
c. Het opzettelijk verstoren van de in het wild voorkomende diersoorten, met name gedurende de broedperiode, de periode waarin de jongen afhankelijk zijn, en de overwinteringsperiode, voor zover hiermee duidelijk wordt ingegaan tegen de doelstellingen van dit verdrag,
d. Het opzettelijk vernielen of rapen van eieren in de natuur of het in het bezit houden van eieren, zelfs wanneer deze leeg zijn;
e. Het houden en het binnenlands verhandelen van deze dieren, hetzij levend hetzij dood, met inbegrip van opgezette dieren, en van ieder gemakkelijk te herkennen deel of product van deze dieren, voor zover zulks bijdraagt tot de doeltreffendheid van de bepalingen van dit artikel.

## Bijlagen
Het verdrag kent 4 bijlagen: 
- I: streng beschermde plantensoorten
- II: streng beschermde diersoorten
- III: beschermde diersoorten
- IV: verboden middelen en methoden bij de jacht en andere vormen van exploitatie